# Stereaceae
Stereaceae is een familie van schimmels uit de orde Russulales.

## Behandelde soorten
De volgende soorten worden in een afzonderlijk artikel behandeld: 
- Dennenbloedzwam (Stereum sanguinolentum)
- Dunne melkkorstzwam (Gloeocystidiellum luridum)
- Eikenbloedzwam (Stereum gausapatum)
- Gerimpelde korstzwam (Stereum rugosum)
- Gele korstzwam (Stereum hirsutum)
- Roomkleurige oliecelkorst (Gloeocystidiellum porosum)
- Twijgkorstzwam (Stereum ochraceoflavum)
- Waaierkorstzwam (Stereum subtomentosum)

## Geslachten
De volgende 18 geslachten behoren tot de familie:
- Acanthobasidium
- Acanthofungus
- Acanthophysellum
- Acanthophysium
- Aleurobotrys
- Aleurodiscus
- Aleuromyces
- Amylohyphus
- Conferticium
- Coniophorafomes
- Dextrinocystidium
- Gloeocystidiellum
- Gloeodontia
- Gloeomyces
- Megalocystidium
- Neoaleurodiscus
- Scotoderma
- Stereum
- Xylobolus